# 納蒂恩
納蒂恩（法語：Natien），是馬里的城鎮，位於該國南部，由錫卡索區的錫卡索省負責管轄，面積207平方公里，海拔高度455米，2009年人口7,404，人口密度每平方公里36人。